# Veľké Spišské pleso
Veľké Spišské pleso (deutsch Großer See oder 3. See, ungarisch Szepesi-Nagy-tó oder Harmadik-tó, polnisch Wielki Staw Spiski) ist ein Bergsee auf der slowakischen Seite der Hohen Tatra.
Er befindet sich im Tal Malá Studená dolina (deutsch Kleines Kohlbachtal) in der Seegruppe Päť Spišských plies (deutsch Zipser Fünfseen), nordwestlich des mittig gelegenen Sees Prostredné Spišské pleso und seine Höhe beträgt 2013 m n.m. Seine Fläche liegt bei 28.700 m², er misst 290 × 168 m und seine maximale Tiefe beträgt 10,1 m. Der See ist die Quelle des Malý Studený potok (deutsch Kleiner Kohlbach), eines Quellflusses des Studený potok im Einzugsgebiet des Poprad.
Der Name erläutert, dass es sich um den größten See innerhalb der Seegruppe handelt. Das Adjektiv Spišské (slow. n.) weist auf die historische Zugehörigkeit zum Komitat Zips hin.
Am südlichen Seeufer vorbei verläuft ein grün markierter Wanderweg von der Téryho chata zum Sattel Sedielko.